# الزحاح

تعديل مصدري - تعديل

الزحاح هي إحدى قرى عزلة القارة بمديرية رصد التابعة لمحافظة أبين، بلغ تعداد سكانها 152 نسمة حسب تعداد اليمن لعام 2004.